# Stoke Newington
Ne doit pas être confondu avec Newington, autre quartier de Londres.
Stoke Newington est un quartier de Londres, dans la circonscription (borough) de Hackney. Il est situé entre Dalston (au sud) et Stamford Hill (au nord). 
Récemment, le quartier est devenu connu pour sa population croissante des familles bourgeoises. Cette concentration est inhabituelle dans Hackney, qui est largement une circonscription ouvrière et étudiante. Cette croissance est le résultat de l'augmentation du prix des maisons dans les autres quartiers de Londres du nord (par exemple, Islington). L'activité chic de Stoke Newington se situe autour de Stoke Newington Church Street (couramment abrégée en Church Street), où l'on trouve quelques restaurants et boutiques. Le reste du quartier (surtout à l'est) reste bien divers, et est essentiellement une continuation de Dalston.
Une curiosité dans Church Street à Stoke Newington est la présence de pas une, mais deux, églises. Elles se sont appelées St Mary's Old Church et St Mary's New Church. La première est l'église originale de la ville, datant du XVIe siècle sur le site d'une église plus vieille. La seconde fut construite avec l'augmentation de la population au XIXe siècle, sur les plans de George Gilbert Scott. Elle fut consacrée en 1858, mais sa flèche, basée sur celle à la cathédrale de Salisbury, ne fut pas complétée avant 1890.
Stoke Newington est le lieu de naissance de l'écrivain Daniel Defoe, auteur de Robinson Crusoé.